# مالارگویی
مالارگویی (به اسپانیایی: Malargüe) یک منطقهٔ مسکونی در آرژانتین است که در بخش مالارگویی واقع شده‌است. مالارگویی ۲۷٬۶۶۰ نفر جمعیت دارد و ۱٬۴۰۲ متر بالاتر از سطح دریا واقع شده‌است.